# Gene Corman
Eugene „Gene“ H. Corman (* 24. September 1927 in Detroit, Vereinigte Staaten; †  28. September 2020) war ein US-amerikanischer Filmproduzent, Künstleragent und Filmfirmenmanager.

## Leben und Wirken
Der jüngere Bruder von Roger Corman studierte gleich nach dem Zweiten Weltkrieg an der Stanford University und ging 1950 für sieben Jahre als Künstleragent an die MCA. Zu seinen Klienten in dieser Zeit zählten Leinwandstars wie Joan Crawford, Fred MacMurray, Richard Conte, Harry Belafonte und Ray Milland.
1957, als sich sein Bruder Roger bereits als Filmproduzent von Billigproduktionen in Hollywood durchgesetzt hatte, wechselte auch Gene Corman zur Filmherstellung und produzierte, beginnend mit Die letzte Mahnung war aus Blei, ebenfalls B-Pictures. Etwas später wechselte er zu Rogers Firma und wurde Partner bei der Corman Company und den New World Distributors. Eine weitere Position, die Gene Corman im Laufe seiner Karriere einnahm, war die eines Vizepräsidenten von 20th Century Fox Television (1983 bis 1987). In derselben Position wirkte Gene Corman im neuen Jahrtausend auch bei der 21st Century Film Corporation. Sein Schaffen als Produzent umfasst rund drei Dutzend Produktionen.
Corman starb im Alter von 93 Jahren. Er hinterließ eine Frau sowie zwei Söhne.

## Auszeichnung
Für die Produktion eines Fernsehporträts der früheren israelischen Ministerpräsidentin Golda Meir mit Ingrid Bergman in ihrer letzten Rolle vor der Kamera erhielt Gene Corman 1982 den Primetime Emmy.

## Filmografie
- 1957: Die letzte Mahnung war aus Blei (Hot Car Girl)
- 1958: Gangster Nr. 1 (I Mobster)
- 1958: Das Grauen kam um Mitternacht (Night of the Blood Beast)
- 1959: Beast from the Haunted Cave
- 1959: Attack of the Giant Leeches
- 1960: Valley of the Redwoods
- 1960: The Secret of the Purple Reef
- 1961: Weißer Terror (The Intruder)
- 1961: Lebendig begraben (Premature Burial)
- 1962: Der Massenmörder von London (Tower of London)
- 1963: Geheimauftrag Dubrovnik (The Secret Invasion) (auch Filmrolle)
- 1965: Ski Party
- 1965: Beach Ball
- 1966: Tobruk
- 1969: Zwei Kerle aus Granit (You Can’t Win ’Em All)
- 1970: Manfred von Richthofen – Der Rote Baron (Von Richthofen and Brown)
- 1972: Cool Breeze
- 1972: Endstation Horror (Private Parts)
- 1972: Hit Man
- 1973: The Slams
- 1973: I Escaped from Devil’s Island
- 1975: Darktown Strutters
- 1976: Vigilante Force – Das Gesetz sind wir (Vigilante Force)
- 1977: F.I.S.T. – Ein Mann geht seinen Weg (F.I.S.T.)
- 1979: The Big Red One
- 1981: Ein Stern in meiner dunklen Nacht (If You Could See What I Hear)
- 1982: Golda Meir (A Woman Called Golda)
- 1990: A Man Called Sarge
- 1991: Der Klan der Vampire (Blood Ties)
- 2001: Vital Parts